# Paravelleda kenyensis
Paravelleda kenyensis là một loài bọ cánh cứng trong họ Cerambycidae.